# あんBaらんすぞ〜ん
『あんBaらんすぞ〜ん』（あんばらんすぞ〜ん）は、臼井儀人による4コマ漫画作品。学園ギャグ、下ネタギャグが中心となっている。

## 主な登場人物
オナピーふみお
オナピーに青春のすべてをかける股蔵高校1年。
オナピー研究会（オナ研）を立ち上げ、オナペットを探し求める。
ジュリアン
SMなど変態趣味を持つ犬。
夢　みるこ
容姿が中学生似の教師。
怒ると黒板を爪で引っかく、放火など過激な行動に出る。
五和　まゆみ（ごわ　まゆみ）
音楽教師。
ピアノレッスンと称して指立て伏せを課すなど理解不能な行動をとる。北島三郎のファン。
吾津保（ゴツホ）
炎の美術教師。41歳独身。
校内暴力などあらゆるものを芸術作品とみなしたり、自らの芸術作品を理解されずに激昂する。ひまわりの絵を描いた生徒に無条件で満点を与えようとする。
理科田
生物教師。
生物準備室の標本の前で弁当を食べるなどの奇妙な行動を同僚の教師から理解されず寂しさを感じている。
裁縫　調理（さいほ　ちおり）
家庭科教師。
お金がなくて道具がそろわない貧子（ひんこ）をいじめるなどかなりのサディスト。
エイコ
英語教師。
29歳独身ゆえ、道案内の途中でついラブホテルに誘ってしまう。
剣道部のコーチ
主将の○山に付きっ切りで指導するが、実はゲイであることが判明する。